# Comté de Coos
Ne doit pas être confondu avec Comté de Coös.
Le comté de Coos (en anglais : Coos County) est un comté situé sur la côte ouest des États-Unis, dans l'État de l'Oregon. Il est nommé en l'honneur d'une tribu amérindienne. Au recensement de 2010, sa population s'élève à 63 043 habitants. Le siège du comté est Coquille.

## Géographie
Le comté s'étend sur 4 678 km2, dont 4 145 km2 de terres.  

### Comtés adjacents
- Comté de Curry (sud)
- Comté de Douglas (nord)

### Principales villes
- Bandon
- Coos Bay
- Coquille
- Lakeside
- Myrtle Point
- North Bend
- Powers